# Monotone reelle Funktion

Eine monoton steigende reelle Funktion (rot) und eine monoton fallende reelle Funktion (blau)

Eine monotone reelle Funktion ist eine reellwertige Funktion einer reellen Variablen, bei der der Funktionswert {\displaystyle f(x)} entweder immer wächst oder gleich bleibt beziehungsweise immer fällt oder gleich bleibt, wenn das Argument {\displaystyle x} erhöht wird. Steigt der Funktionswert immer, wenn das Argument erhöht wird, so heißt die Funktion streng monoton steigend, steigt der Funktionswert immer oder bleibt er gleich, heißt sie monoton steigend. Analog heißt eine Funktion streng monoton fallend, wenn ihr Funktionswert immer fällt, wenn das Argument erhöht wird, und monoton fallend, wenn er immer fällt oder gleich bleibt. Reelle monotone Funktionen sind klassische Beispiele für monotone Abbildungen.

## Definition
Eine Funktion {\displaystyle f\colon D\to \mathbb {R} }, wobei {\displaystyle D} eine Teilmenge von {\displaystyle \mathbb {R} } ist, heißt
- monoton steigend, wenn für alle {\displaystyle x,y\in D} mit {\displaystyle x\leq y} gilt, dass {\displaystyle f(x)\leq f(y)}.
- streng monoton steigend, wenn für alle {\displaystyle x,y\in D} mit {\displaystyle x<y} gilt, dass {\displaystyle f(x)<f(y)}.
- monoton fallend, wenn für alle {\displaystyle x,y\in D} mit {\displaystyle x\leq y} gilt, dass {\displaystyle f(x)\geq f(y)}.
- streng monoton fallend, wenn für alle {\displaystyle x,y\in D} mit {\displaystyle x<y} gilt, dass {\displaystyle f(x)>f(y)}.
- monoton, wenn sie monoton steigt oder monoton fällt.
- streng monoton, wenn sie entweder streng monoton steigt oder streng monoton fällt.

### Alternative Definitionen
Manchmal werden die nicht strengen Monotoniebegriffe nur für {\displaystyle x<y} definiert, also „[...] heißt monoton steigend, wenn für alle {\displaystyle x,y\in D} mit {\displaystyle x<y} gilt, dass {\displaystyle f(x)\leq f(y)}“. Die beiden Definitionen sind gleichwertig, da aus {\displaystyle x=y} trivialerweise {\displaystyle f(x)=f(y)} folgt. 

### Alternative Bezeichnungen
- Es findet sich auch die  Bezeichnung „wachsend“ anstelle von „steigend“.
- Synonym für „streng“ findet man auch „strikt“ oder "echt".
- Monoton fallend wird gelegentlich auch antiton genannt und monoton wachsend wird auch isoton genannt.
- Anstelle des Begriffspaares (monoton wachsend, streng monoton wachsend) wird auch das Begriffspaar (monoton nicht-fallend, monoton wachsend) oder kurz (nicht-fallend, wachsend) verwendet; entsprechend wird anstelle des Begriffspaars (monoton fallend, streng monoton fallend) auch (monoton nicht-wachsend, monoton fallend) oder kurz (nicht-wachsend, fallend) verwendet.

## Beispiele

Graph der Funktion

Graph der Funktion

- Die Funktion {\displaystyle f(x)=x^{2}} ist auf {\displaystyle (-\infty ,0]} streng monoton fallend. Ist nämlich {\displaystyle x<y\leq 0}, so ist {\displaystyle x-y<0} und {\displaystyle x+y<0}. Die Bedingung, dass {\displaystyle f(x)=x^{2}>f(y)=y^{2}} sein soll, ist äquivalent zu {\displaystyle x^{2}-y^{2}>0}. Es ist aber mit der dritten binomischen Formel

{\displaystyle x^{2}-y^{2}=\underbrace {(x+y)} _{<0}\underbrace {(x-y)} _{<0}>0},
also ist {\displaystyle f} streng  monoton fallend auf {\displaystyle (-\infty ,0]}. Der Nachweis, dass {\displaystyle f} streng monoton wachsend auf {\displaystyle [0,\infty )} ist, funktioniert analog, aber mit dem Argument, dass {\displaystyle x+y>0}, wenn {\displaystyle y>x\geq 0} ist. Damit ist die Funktion aber nicht monoton auf {\displaystyle [-1,1]}, da sie auf diesem Intervall kein festes Monotonieverhalten besitzt.
- Der Logarithmus ist streng monoton wachsend auf {\displaystyle (0,\infty )}. {\displaystyle \ln(x)<\ln(y)} ist wieder äquivalent zu {\displaystyle \ln(x)-\ln(y)<0}. Dann ist

{\displaystyle \ln(x)-\ln(y)=\ln(x/y)<0},
wenn {\displaystyle x<y}, da dann {\displaystyle 0<{\tfrac {x}{y}}<1} ist und dementsprechend {\displaystyle \ln(x/y)<0}. Also ist {\displaystyle \ln(x)<\ln(y)}. Somit ist der Logarithmus streng monoton wachsend und demnach auch streng monoton.
- Die Funktion

{\displaystyle f(x)={\begin{cases}x^{2}&{\text{ für }}x<0\\0&{\text{ für }}x\geq 0\end{cases}}}
ist monoton fallend auf dem Intervall {\displaystyle [-1,1]}, aber nicht streng monoton fallend. Der Nachweis der Monotonie in der linken Hälfte des Intervalls folgt dem ersten Beispiel, auf dem Intervall {\displaystyle [0,1]} ist jedoch {\displaystyle f(x)-f(y)=0} und damit kann keine strikte Monotonie gelten. Somit ist die Funktion monoton fallend und damit auch monoton.

## Eigenschaften
Für eine reelle monotone Funktion {\displaystyle f\colon D\to \mathbb {R} } mit {\displaystyle D\subseteq \mathbb {R} } gilt:
- Streng monotone Funktionen sind stets injektiv, sie nehmen also jeden Wert nur höchstens einmal an. Ist {\displaystyle f\colon I\to \mathbb {R} } streng monoton und {\displaystyle I} ein Intervall und {\displaystyle I':=f(I)} die Bildmenge, so ist {\displaystyle f\colon I\to I'} bijektiv. Daher existiert für streng monotone Funktionen auch immer die Umkehrfunktion. Beispielsweise ist die Sinusfunktion auf dem Intervall {\displaystyle [-{\tfrac {\pi }{2}},{\tfrac {\pi }{2}}]} streng monoton wachsend. Schränkt man die Bildmenge auf das Intervall {\displaystyle [-1,1]} ein, so ist sie bijektiv und damit invertierbar. Die Umkehrfunktion ist dann der Arkussinus {\displaystyle \arcsin :[-1,1]\to [-{\tfrac {\pi }{2}},{\tfrac {\pi }{2}}]}.
- Sie hat in jedem Häufungspunkt ihres Definitionsbereichs {\displaystyle D} einen linksseitigen und rechtsseitigen Grenzwert.
- Ist eine streng monotone Funktion konvergent mit {\displaystyle \textstyle \lim _{x\to \pm \infty }f(x)=L}, so ist ihr Funktionswert in ihrem gesamten Definitionsbereich von {\displaystyle L} verschieden.

| (indirekter) Beweis |
| A. Voraussetzung: {\displaystyle \textstyle \lim _{x\to -\infty }f(x)=L.\quad } Annahme: Es gibt ein {\displaystyle x_{0}\in D} mit {\displaystyle f(x_{0})=L}. - Ist {\displaystyle f} streng monoton steigend, so existiert ein {\displaystyle D\ni x_{1}<x_{0}} mit {\displaystyle f(x_{1})<f(x_{0})=L,} sodass {\displaystyle L-f(x_{1})=:\epsilon >0}; weiter ist {\displaystyle f(x)<f(x_{1})=L-\epsilon } für alle {\displaystyle D\ni x<x_{1};\quad } - ist {\displaystyle f} streng monoton fallend, so existiert ein {\displaystyle D\ni x_{1}<x_{0}} mit {\displaystyle f(x_{1})>f(x_{0})=L,} sodass {\displaystyle f(x_{1})-L=:\epsilon >0}; weiter ist {\displaystyle f(x)>f(x_{1})=L+\epsilon } für alle {\displaystyle D\ni x<x_{1}.\quad } - Beide Überlegungen lassen sich zu einer Formulierung zusammenfassen, die zusätzlich die Möglichkeit {\displaystyle f(x)=L\pm \epsilon } zulässt: Wegen strenger Monotonie von {\displaystyle f} existiert ein {\displaystyle D\ni x_{1}<x_{0}} mit {\displaystyle f(x_{1})\neq f(x_{0})=L,} sodass {\displaystyle \|f(x_{1})-L\|=:\epsilon >0}; weiter ist {\displaystyle f(x)\notin U_{\epsilon }(L)} für alle {\displaystyle D\ni x<x_{1}.\quad } (1) Wegen Konvergenz von {\displaystyle f} existiert ein {\displaystyle S} so, dass {\displaystyle f(x)\in U_{\epsilon }(L)} für alle {\displaystyle D\ni x<S.\quad } (2) Mit (1) und (2) gilt für alle {\displaystyle x<\min(x_{1},S)} sowohl {\displaystyle f(x)\notin U_{\epsilon }(L)} also auch {\displaystyle f(x)\in U_{\epsilon }(L)} (Widerspruch), q. e. d. B. Voraussetzung: {\displaystyle \textstyle \lim _{x\to +\infty }f(x)=L.\quad } Annahme: Es gibt ein {\displaystyle x_{0}\in D} mit {\displaystyle f(x_{0})=L}. - Ist {\displaystyle f} streng monoton steigend, so existiert ein {\displaystyle D\ni x_{1}>x_{0}} mit {\displaystyle f(x_{1})>f(x_{0})=L,} sodass {\displaystyle f(x_{1})-L=:\epsilon >0}; weiter ist {\displaystyle f(x)>f(x_{1})=L+\epsilon } für alle {\displaystyle D\ni x>x_{1};\quad } - ist {\displaystyle f} streng monoton fallend, so existiert ein {\displaystyle D\ni x_{1}>x_{0}} mit {\displaystyle f(x_{1})<f(x_{0})=L,} sodass {\displaystyle L-f(x_{1})=:\epsilon >0}; weiter ist {\displaystyle f(x)<f(x_{1})=L-\epsilon } für alle {\displaystyle D\ni x>x_{1}.\quad } - Beide Überlegungen lassen sich zu einer Formulierung zusammenfassen, die zusätzlich die Möglichkeit {\displaystyle f(x)=f(x_{0})=L\pm \epsilon } zulässt: Wegen strenger Monotonie von {\displaystyle f} existiert ein {\displaystyle D\ni x_{1}>x_{0}} mit {\displaystyle f(x_{1})\neq L,} sodass {\displaystyle \|f(x_{1})-L\|=:\epsilon >0}; weiter ist {\displaystyle f(x)\notin U_{\epsilon }(L)} für alle {\displaystyle D\ni x>x_{1}.\quad } (1') Wegen Konvergenz von {\displaystyle f} existiert ein {\displaystyle S} so, dass {\displaystyle f(x)\in U_{\epsilon }(L)} für alle {\displaystyle D\ni x>S.\quad } (2') Mit (1') und (2') gilt für alle {\displaystyle x>\max(x_{1},S)} sowohl {\displaystyle f(x)\notin U_{\epsilon }(L)} also auch {\displaystyle f(x)\in U_{\epsilon }(L)} (Widerspruch), q. e. d. |

- Sie kann nur Sprungstellen als Unstetigkeitsstellen haben.
- Die Menge der Sprungstellen in ihrem Definitionsbereich ist abzählbar, muss aber nicht notwendigerweise endlich sein.
- Sie ist fast überall differenzierbar, d. h. die Menge der Stellen, an denen {\displaystyle f} nicht differenzierbar ist, bildet eine lebesguesche Nullmenge.
- Eine im Intervall {\displaystyle D=[a,b]} definierte monotone Funktion ist dort Riemann-integrierbar.
- Für jede monoton wachsende Funktion gilt {\displaystyle (x-y)(f(x)-f(y))\geq 0} für beliebige {\displaystyle x,y\in D}. Diese Eigenschaft nutzt man teilweise, um die Monotonie zu verallgemeinern, siehe letzter Abschnitt.
- Die Monotonie reeller Funktionen ist ein Spezialfall einer monotonen Abbildung. Im Falle einer monoton fallenden Funktion sind die beiden geordneten Mengen dann {\displaystyle (\mathbb {R} ,\leq )} und {\displaystyle (\mathbb {R} ,\geq )}, die Abbildung ist die Funktion {\displaystyle f}.

## Ableitungen als Monotoniekriterium

### Kriterien
Ist die Funktion {\displaystyle f\colon (a,b)\to \mathbb {R} } differenzierbar, so lässt sich die Ableitung als Monotoniekriterium verwenden. Die Kriterien für strenge Monotonie lauten:
- Ist {\displaystyle f'(x)>0} für alle {\displaystyle x\in (a,b)}, so wächst {\displaystyle f} in {\displaystyle (a,b)} streng monoton.
- Ist {\displaystyle f'(x)<0} für alle {\displaystyle x\in (a,b)}, so fällt {\displaystyle f} in {\displaystyle (a,b)} streng monoton.

Zu beachten ist, dass dieses Kriterium nur hinreichend, aber nicht notwendig ist. Es gibt auch streng monotone Funktionen, deren Ableitung null wird, ein Beispiel ist weiter unten aufgeführt. Es lässt sich mit zusätzlichen Forderungen noch eine Verschärfung dieser Kriterien formulieren:
- Es ist {\displaystyle f'(x)\geq 0} ({\displaystyle f'(x)\leq 0}) für alle {\displaystyle x\in (a,b)} und die Ableitung ist auf keinem echten Teilintervall konstant gleich null (wobei ein echtes Intervall ein Intervall mit mehr als einem Element ist) genau dann, wenn {\displaystyle f} streng monoton wachsend (streng monoton fallend) ist.

Die Kriterien für Monotonie lauten:
- {\displaystyle f'(x)\geq 0} für alle {\displaystyle x\in (a,b)} genau dann, wenn {\displaystyle f} in {\displaystyle (a,b)} monoton wächst.
- {\displaystyle f'(x)\leq 0} für alle {\displaystyle x\in (a,b)} genau dann, wenn {\displaystyle f} in {\displaystyle (a,b)} monoton fällt.

Bei diesen Kriterien handelt es sich um Äquivalenzen.
Alle genannten Kriterien lassen sich noch erweitern: Ist zusätzlich {\displaystyle f} stetig auf {\displaystyle [a,b)} (bzw. {\displaystyle (a,b]} oder {\displaystyle [a,b])}), so gilt die Aussage über die Monotonie auch für das Intervall {\displaystyle [a,b)} (bzw. {\displaystyle (a,b]} oder {\displaystyle [a,b])}).

### Beispiele

Der Graph der Funktion. Die Funktion ist streng monoton wachsend.

- Für die Exponentialfunktion {\displaystyle f(x)=e^{x}} ist {\displaystyle f'(x)=e^{x}>0} für alle {\displaystyle x\in \mathbb {R} }. Also ist sie streng monoton wachsend.
- Die Funktion {\displaystyle f(x)=x^{3}} besitzt die Ableitung {\displaystyle f'(x)=3x^{2}}, diese wird bei {\displaystyle x=0} null. Aber die Funktion ist streng monoton wachsend. Ist nämlich {\displaystyle x<y} und haben {\displaystyle x,y} dasselbe Vorzeichen, so ist

{\displaystyle x^{3}-y^{3}=(x-y)(x^{2}+y^{2}+xy)<0}.
Haben beide unterschiedliches Vorzeichen, so ist direkt {\displaystyle x^{3}-y^{3}<0}. Somit ist dies ein Beispiel dafür, dass die ersten beiden Kriterien nur hinreichend, aber nicht notwendig sind. Das dritte Kriterium greift hier aber: Die Ableitung der Funktion verschwindet bloß im Punkt {\displaystyle x_{0}=0} und ist sonst größer null. Dies ist äquivalent zum streng monotonen Wachstum von {\displaystyle f}.

## Umkehrfunktion
Sei {\displaystyle I\subset \mathbb {R} } ein Intervall und {\displaystyle f\colon I\to \mathbb {R} } sei streng monoton wachsend/fallend und stetig. Dann ist:
- die Bildmenge {\displaystyle I':=f\left(I\right)} ein Intervall,
- {\displaystyle f\colon I\rightarrow I'} bijektiv,
- die Umkehrfunktion {\displaystyle f^{-1}\colon I'\rightarrow I} streng monoton wachsend/fallend und stetig,
- {\displaystyle f^{-1}\left(a\right)<b\iff a<f\left(b\right)}, wenn wachsend, oder
- {\displaystyle f^{-1}\left(a\right)<b\iff a>f\left(b\right)}, wenn fallend.

## Verallgemeinerungen

### K-monotone Funktionen
Um den Monotoniebegriff auf Funktionen zu verallgemeinern, die auf dem {\displaystyle \mathbb {R} ^{n}} definiert sind, wählt man auf dem {\displaystyle \mathbb {R} ^{n}} einen echten Kegel {\displaystyle K} und betrachtet die von ihm definierte verallgemeinerte Ungleichung {\displaystyle \preccurlyeq _{K}} und die strikte verallgemeinerte Ungleichung {\displaystyle x\prec _{K}y} sowie eine konvexe Menge {\displaystyle D\subset \mathbb {R} ^{n}}. Dann heißt eine Funktion {\displaystyle f\colon D\to \mathbb {R} }
- K-monoton wachsend (K-monoton fallend), wenn für alle {\displaystyle x,y\in D} mit {\displaystyle x\preccurlyeq _{K}y} gilt, dass {\displaystyle f(x)\leq f(y)} (bzw. {\displaystyle f(x)\geq f(y)})
- strikt K-monoton wachsend (strikt K-monoton fallend), wenn für alle {\displaystyle x\prec _{K}y} gilt, dass {\displaystyle f(x)<f(y)} (bzw. {\displaystyle f(x)>f(y)}) ist.

Wählt man als Vektorraum den {\displaystyle S^{n}} (den Raum aller reellen symmetrischen Matrizen) und als Kegel den semidefiniten Kegel (bzw. als verallgemeinerte Ungleichung die Loewner-Halbordnung), so erhält man die Matrix-monotonen Funktionen.

### Monotone Funktionen zwischen Vektorräumen gleicher Dimension
Eine Möglichkeit, Monotonie für Funktionen {\displaystyle h\colon \mathbb {R} ^{n}\to \mathbb {R} ^{n}}  zu verallgemeinern ist, für {\displaystyle x=(x_{1},\dots ,x_{n})^{T},\,y=(y_{1},\dots ,y_{n})^{T}} zu fordern, dass wenn {\displaystyle x_{i}\leq y_{i}} für {\displaystyle i=1,\dots ,n} ist, dass dann für eine monoton wachsende Funktion gelten soll, dass {\displaystyle h_{i}(x)\leq h_{i}(y)} ist. Die Formulierung monoton fallender Funktionen und der strikten Versionen folgt analog. Dieses Vorgehen entspricht der Verallgemeinerung der Ordnung auf {\displaystyle \mathbb {R} } auf die komponentenweise Halbordnung auf {\displaystyle \mathbb {R} ^{n}}.
Alternativ kann man die Eigenschaft von monoton wachsenden reellen Funktionen, dass {\displaystyle (x-y)(f(x)-f(y))\geq 0} für beliebige {\displaystyle x,y} gilt, verallgemeinern. Dies führt dann zu dem folgenden Monotoniebegriff: Gegeben sei {\displaystyle D\subset \mathbb {R} ^{n}} und eine Funktion {\displaystyle f\colon D\to \mathbb {R} ^{n}}. Die Funktion heißt
- monoton auf {\displaystyle D}, wenn {\displaystyle (x-y)^{T}(f(x)-f(y))\geq 0} für alle {\displaystyle x,y\in D} gilt;
- strikt monoton auf {\displaystyle D}, wenn {\displaystyle (x-y)^{T}(f(x)-f(y))>0} für alle {\displaystyle x,y\in D} mit {\displaystyle x\neq y} gilt;
- gleichmäßig monoton auf {\displaystyle D}, wenn es ein {\displaystyle \mu >0} gibt, sodass {\displaystyle (x-y)^{T}(f(x)-f(y))\geq \mu \Vert x-y\Vert ^{2}} für alle {\displaystyle x,y\in D} mit {\displaystyle x\neq y} gilt.

Verallgemeinert man dies weiter, so erhält man den Begriff eines monotonen Operators.

## Rechtecksmonotone Funktion
Ein anderes Monotoniekonzept für Funktionen wird mit dem Differenz-Operator {\displaystyle \Delta _{a}^{b}} definiert. Eine Funktion {\displaystyle F\colon \mathbb {R} ^{n}\to \mathbb {R} }  heißt rechtecksmonoton, falls
{\displaystyle a\leq b\implies \Delta _{a}^{b}F\geq 0\quad {\text{ für alle }}a,b\in \mathbb {R} ^{n}}
gilt. Eine rechtecksmonotone Funktion wird auch {\displaystyle n}-steigend genannt.
Die Rechtecksmonotonie spielt eine Rolle bei der Definition multivariater Verteilungsfunktionen und bei der Definition einer Copula. Weder ist ein rechtecksmonotone Funktion notwendig monoton steigend, noch ist eine monoton steigende Funktion notwendig rechtecksmonoton.